# Заложна къща
Заложната къща е вид предприятие, което предлага обезпечени кредити на хора срещу техни персонални вещи заложени като гаранция. Заложилият вещи може да ги откупи обратно в рамките на определен от договора или закона период от време срещу сумата взета като заем плюс предварително договорена лихва. Ако заемът не е платен в договорения период от време, заложната къща може да предложи вещите за продажба на друг.

## Нормативни изисквания
За да може една заложна къща да развива дейността кредитиране срещу залог, тя трябва да отговаря на редица критерии, подробно регламентирани в приетата през 2009 година. Наредба за дейността на заложните къщи. Според нея кредитиращата срещу залог институция следва да има следните регистрации:
1. Регистрация в Търговския регистър към Агенцията по вписванията на дружество, съдържащо във фирмата си словосъчетанието „Заложна къща“
2. Регистрация в Комисията за защита на личните данни като администратор на лични данни
3. Регистрация в Министерство на финансите в Регистъра на лицата, извършващи сделки с благородни метали
4. Регистриране на мерки срещу изпирането на пари в Държавна агенция „Национална сигурност“

Също така съществуват и редица изисквания за това в какво помещение следва да се извършва дейността на заложната къща. Задължително е кредитирането срещу залог да се извършва в търговски помещение, в което се посрещат клиентите, а приетите за залог вещи да се съхраняват в специално пригодено за целта складово помещение, оборудвано с охранителна и пожароизвестителна техника. Също така следва да се има предвид и разпоредбата на НДЗК, за това, че помещенията следва да имат изградена система за видеонаблюдение.

### Приемани вещи
Практически всяка движима вещ, намираща се в обращение, с изключение на изрично изброените в наредбата и други специални закони може да бъде използвана в качеството на залог. Характерно обаче е, че всяка отделна заложна къща има собствена политика по отношение асортимента от вещи, които да приема. За това ако сте решили да използвате кредитните услуги на подобен род институции е абсолютно задължително да се информирате дали те приемат съответен вид движими вещи. Следва да се отбележи, че според българското законодателство залогът на недвижими вещи в заложна къща е абсолютно забранен.